# Ямамото, Фудзико
Фудзико Ямамото (яп. 山本富士子, род. 11 декабря 1931) — японская актриса театра и кино. Мисс Япония 1950 года. В период с 1953 по 1963 год снялась более чем в 100 фильмах. В 1969 году была удостоена премии «Голубая лента», а в 1961 году — Kinema Junpo Award, обе награды получила в номинации «За лучшую женскую роль».
Ямамото родилась 11 декабря 1931 года в Ниси-ку, Осака, в семье оптового торговца хлопком. Росла в Идзуми, а затем Идзумиоцу, обучалась в начальной школе Хамадэра, где начала изучать традиционный японский танец под руководством Rokunosuke Hanayagi (花柳禄之助) и Rokuju Hanayagi (花柳禄寿).
Она выиграла первый конкурс красоты «Мисс Япония» в 1950 году. В 1953 году дебютировала в кино в Daiei Studios. В скором времени Ямамото стала одной из ведущих актрис Daiei.
В 1963 году, когда её контракт подошёл к обновлению, она настояла на изменениях в условиях работы. Глава Daiei Масаити Нагата отказался и в одностороннем порядке уволил её, а затем потребовал от других крупных студий не нанимать Ямамото к себе. Несмотря на то, что актриса часто появлялась на сцене и на телевидении, на экран она так и не вернулась.